# Бріс Самба
Бріс Самба (фр. Brice Samba, нар. 25 квітня 1994, Лінзоло) — французький футболіст, воротар «Ренна» та національної збірної Франції.

## Клубна кар'єра
Народився 25 квітня 1994 року в конголезькому Лінзоло. Згодом перебрався до Франції, де займався футболом у структурі клубів «ВЕФ Пасі», «АЛМ Евро»та «Гавр». У дорослому футболі дебютував 2011 року виступами за другу команду останнього клубу.
2013 року перебрався до структури «Марселя», де приєднався до другої команди клубу. 2014 року провів свою єдину гру у складі головної команди марсельського клубу, після чого наступного року віддавався в оренду до «Нансі».
Протягом 2017–2019 років грав за «Кан», після чого перебрався до Англії, ставши гравцем друголігового «Ноттінгем Форест». Відіграв за команду з Ноттінгема наступні три сезони своєї ігрової кар'єри. Більшість часу, проведеного у складі «Ноттінгем Форест», був основним голкіпером команди. Відзначався досить високою надійністю, пропускаючи в іграх чемпіонату в середньому менше одного гола за матч.
2022 року повернувся до Франції, уклавши контракт з «Лансом».

## Виступи за збірну
Влітку 2023 року дебютував в офіційних матчах у складі національної збірної Франції. Наступного року був включений до заявки команди на тогорічне Євро-2024.
| Дата       | Місто | Господарі | Результат | Гості     | Турнір            | Голи | Примітки |
| ---------- | ----- | --------- | --------- | --------- | ----------------- | ---- | -------- |
| 16-6-2023  | Фару  | Гібралтар | 0 – 3     | Франція   | Відбір до ЧЄ 2024 | -    |          |
| 21-11-2023 | Афіни | Греція    | 2 – 2     | Франція   | Відбір до ЧЄ 2024 | -2   |          |
| 23-3-2024  | Ліон  | Франція   | 0 – 2     | Німеччина | товариський матч  | -2   |          |
| Усього     |       | Матчів    | 3         |           | Голів             | -4   |          |